# NGC 3857
NGC 3857 é uma galáxia lenticular (S0) localizada na direcção da constelação de Leo. Possui uma declinação de +19° 31' 59" e uma ascensão recta de 11 horas, 44 minutos e 50,1 segundos.
A galáxia NGC 3857 foi descoberta em 23 de Março de 1884 por Édouard Jean-Marie Stephan.